# أكاديمية روبرت لاند
أكاديمية روبرت لاند (RLA) هي الأكاديمية العسكرية الخاصة الوحيدة غير الجامعية في كندا. تقع الأكاديمية في بلدة ويست لنكولن على الشواطئ الشمالية لنهر ولاند على بعد خمسة كيلومترات في غرب قرية ويلاند بورت، وبدأت تقبول الطلاب في عام 1978.
وتعد الأكاديمية مؤسسة لجميع الفتيان.و في المتوسط، تم، إلتحاق بالأكاديمية خلال أي سنة دراسية 160 من مجموعة الطلاب بين الصف السادس (السنة الأخيرة من المدرسة الابتدائية) والصف الثاني عشر (السنة الأخيرة من المدرسة الثانوية).

ويعيش جميع الطلاب المسجلين في الأكاديمية في مهاجع عسكرية التي تقع في الحرم الجامعي طوال العام الدراسي. وعادة ما يتم تسمية الثكنات إجلالا للشخصيات العسكرية المشهورة في التاريخ الكندي قبل الاتحاد، مثل اللواء إسحاق بروك (قائد القوات البريطانية في معركة مرتفعات كوينستون خلال حرب عام 1812)، والرائد جون بتلر (زعيم تم تشكيل فوج الميليشيات غير النظامية الذي سمي على اسمه، بتلر رينجرز، التي أنشئت للخدمة في الحرب الثورية الأمريكية)، وجوزيف برانت (1743-1807) الذي كان قائدًا عسكريًا وسياسيًا من قبيلة موهوك الذي ارتبط ارتباطا وثيقا ببريطانيا العظمى أثناء الثورة الأمريكية وبعدها.

## مجانس
وقد سميت المدرسة نفسها باسم روبرت لاند، أحد الموالين للإمبراطورية المتحدة في الأصل من نيويورك والذي هاجر إلى ما أصبح فيما بعد كندا العليا مع عائلته في منتصف 1780 في أعقاب الحرب الثورية الأمريكية. غالبًا ما تُعتبر الأرض إحدى أوائل سكان هاميلتون ، أونتاريو العصرية. ومؤسس الأكاديمية ومديرها السابق (قبل عام 2015)، المقدم سكوت بومان المتحدر مباشر للأرض.  

## الغرض الأكاديمية
ووفقا للموقع الشبكي للأكاديمية، فإن الموضوع العسكري يتيح بتعزيز أهمية التنظيم والعمل الجماعي والانضباط والمسؤولية الشخصية. ويتم اختيار الطلاب الذين يلتحقون بالأكاديمية على أساس إمكانية نجاحهم. ولا يندمج معظم الطلاب الذين التحقوا بالأكاديمية في نظام المدارس العامة بسبب مشاكل أكاديمية وسلوكية ومواقف وغيرها من المشاكل.و تم تشخيص طلاب آخرين باضطرابات التعلم المختلفة، بما في ذلك مرض التوحد، واضطراب فرط الحركة وتشتت الانتباه (ADHD)، واضطراب التحدي المعاكس (ODD) وأشكال مختلفة من صعوبات التعلم. وتؤكد الأكاديمية أن كل عام يتم قبول 100 ٪ من خريجيها الذين يتقدمون إلى الجامعة أو الكلية. ويذكر أيضًا أن 95٪ من جميع الطلاب يعانون من تحسن كبير في أدائهم ونجاحهم الأكاديمي خلال الفصل الدراسي الأول من التسجيل.

## شعار وشارة
شعار الأكاديمية هو Deus et Patria (اللاتينية لـ "God and Country"). «الله والوطن».

## الانتساب إلى القوات المسلحة الكندية
وترعى الأكاديمية فرقة مغلق لطلاب الجيش الملكي الكندي، وهي الفرقة # 2968 روبرت لاند أكاديمية كتيبة الجيش الملكي الكندي، وهي تابعة أيضًا لفوج لينكولن وويلاند (وحدة المشاة الاحتياطية للجيش الكندي المحلي في منطقة نياجرا) والفوج الملكي الكندي (أحد أفواج المشاة الثلاثة التابعة للقوات النظامية). وكانت العضوية في عام # 2968 RCACC إلزامية لطلاب الصف التاسع في السنة 08/09.

## هيكل الرتب داخل الأكاديمية

### رتب الطلاب
ويشغل جميع الطلاب الذين يتم قبولهم لأول مرة في الأكاديمية رتبة مجند. ويشار دائمًا إلى المرحلة الأولى من التدريب غير الأكاديمي للطلاب الجدد في الأكاديمية، التي تستمر عادةً لمدة شهر، على أنها «فترة التجنيد»، ويرتدون قبعة سمراء للدلالة على وضعهم كمجندين، وبعد مرور فترة التجنيد، بإظهار مستوى من المهارات التنظيمية بسلوك حسن، يتم ترقية الطالب إلى Cadet ويعطى الحق في ارتداء القبعة الزرقاء مع شارة غطاء الأكاديمية. فالطالب الذي يرتكب أخطاء فادحة يمكن إيداعه في السجن، مما يعني أنه يبقى في رتبة المجند لفترة من الزمن، وأيا كانت رتبته ويُفصل عن العمل. وكما يجب على الطالب ارتداء قبعة برتقالية أو قبعة تان حتى يتم إعادته إلى رتبة طالب أو أعلى.
و بعد ترقيته إلى رتبة تلميذ، يمكن ترقيتهم إلى رتبة ساقي في الأكاديمية بعد إثبات قدرتهم على إظهار مهارات قيادية بدائية ومهارات تنظيمية بدائية، إلى رتبة بارمان، وعادة ما توضع عليها شارة فضية شبيهة بشارة ملازم في الجيش الأمريكي.

وعندما يصل الطالب إلى رتبة بارمان ويحصل على منصب في الأكاديمية، يمكن للطالب بعد ذلك التقدم بإحدى طريقتين:
- إذا أظهر الطالب مهارات قيادية معادلة، فيمكن بعد ذلك ترقيته إلى رتبة دبل بارمان (معلمة بقضيبين فضيين مشابهين لشارة قائد الجيش الأمريكي). ويجب على الطلاب في الصف 5 إلى 10 الحصول على رتبة بارمان رائد يليه ماستر بارمان قبل أن يتم ترقيتهم إلى أعلى.
- وإذا أظهر الطالب مهارات قيادية استثنائية، فيمكن ترقيته إلى رتبة وكيل عريف Lance Corporal (ما يعادل نفس الرتبة في الجيش البريطاني). ومن هناك يمكن الترقيات في رتب العريف العريف، و العريف الأول، الرقيب وأخيرًا ضابط صف (بالتوازي مع هيكل رتبة القوات الكندية الحديثة).

و يُعترف بالطالب رفيع المستوى في الحرم الجامعي خلال العام الدراسي بأنه «الولد الرئيس»، وعادةً ما يرتدي رتبة رقيب أو ضابط صف. أما المركزان الآخران للطلبة الأعلى فهما «رقيب استعراض أول» و «مساعد خارج المعسكر» "Parade Sergeant Major" و "Aide-de-Camp"، وكلاهما يمكن أن يرتديا إما رتبة الرقيب أو ضابط صف، ويشار إليهما معًا باسم "Top 3" في الأكاديمية.

### رتب الموظفين
وينقسم موظفو الأكاديمية إلى ثلاث فئات عامة هي:
- ضباط الأكاديمية
- ضباط الصف في الأكادمية (NCOs)
- الموظفون المدنيون في الأكاديمية " (الموظفون الذين لا يرتدون الزي الرسمي)

وكما يرتدي ضباط الأكاديمية عادة شارة رتبة الضابط التي كانت موجودة في الجيش الكندي قبل عام 1968 («النقاط» والتيجان).و يرتدي المعلمون إما «نقطة» واحدة للملازم أو نجمتين «نقطة» للملازم، ويرتدي قادة الشركة نجوم «النقطة» الثلاثة لقبطان، ويرتدي المدير تاج العقيد و «نقطة» واحدة.
يتألف ضباط الصف في الأكاديمية عادة من الرقيب الأول في الأكاديمية (ASM) ومرؤوسيه المباشرين، شركة الرقيب أول (CSM). تقوم ASM و CSMs بالتعامل مع جميع التدريبات اليومية وغيرها من فصول العسكرية في الأكاديمية.
ولا يرتدي موظفو الأكاديمية «المدنيون» (بمن فيهم من الموظفون الذين يديرون مطبخ الأكاديمية وحراس الأرض والموظفين الإداريين) زيًا عسكريًا ولا يحملون رتبة أكاديمية.

## الوصلات خارجية
- روبرت الأراضي الأكاديمية